# Солошенко, Михаил Александрович
Михаи́л Алекса́ндрович Солоше́нко (род. 7 августа 1988, Орехово-Зуево, Московская область, СССР) — российский режиссёр и актёр, прославившийся в 2018 как первый режиссёр мультипликационного сериала «Простоквашино».

## Биография
Родился 7 августа 1988 года в городе Орехово-Зуево в семье рабочих. Мать — маляр, отец — токарь-расточник.
В 2006 закончил Профессиональный лицей № 114, получив профессию «повар-кондитер 3-го разряда».
В 2010 закончил музыкальный колледж имени Александр Николаевич Скрябина по классу «классическая гитара».
В 2016 году окончил факультет анимации и мультимедиа во ВГИКе (маст. Н. Г. Лациса).
С 2018 является одним из режиссёров мультсериала «Простоквашино», что принесло ему популярности.

## Мнение Михаила Солошенко об отношениях зрителей к новому «Простоквашино»
В одном интервью газете «Заполярная Правда», Солошенко задали вопрос, как относится зритель к новому «Простоквашино», на что он ответил:

«Людям вообще не нравится, когда переснимают классику, особенно если фильм или мультик для них является родным. Поэтому, чтобы избежать шквала негодования, нужно сделать что–то в сто раз лучше оригинала. И даже тогда обязательно найдутся недовольные просто самим фактом перезапуска картины. И да, первые серии зритель воспринял в штыки. Было огромное количество негативных комментариев, но при этом сериал имел огромное количество просмотров в социальных сетях. Например, первую серию только в интернете посмотрели более 30 миллионов человек! То есть люди ругали, но продолжали смотреть сериал. Причём комментировали, конечно, взрослые, а мультик–то в первую очередь для детей. Сейчас волна негатива спала, новую версию старых героев полюбили».
— Михаил Солошенко.

## Награды
- 2018 — «Мультимир»: Приз народного голосования «Лучший герой российского анимационного фильма»: Кот Матроскин, сериал «Простоквашино» (Киностудия «Союзмультфильм»).[6]

## Фильмография
| Год       | Фильм               | Режиссёр  | Аниматор  | Продюсер  | Актёр эпизода | Актёр озвучки | Креативный продюсер | Примечания                    |
| --------- | ------------------- | --------- | --------- | --------- | ------------- | ------------- | ------------------- | ----------------------------- |
| 2013      | Меню Шванкмайера    | зелёная ✓ | —         | —         | зелёная ✓     | —             | —                   | —                             |
| 2013      | Женщины любят ушами | —         | —         | —         | зелёная ✓     | —             | —                   | —                             |
| 2014      | На пороге Ильич     | зелёная ✓ | зелёная ✓ | зелёная ✓ | —             | зелёная ✓     | —                   | —                             |
| 2016      | Опасное путешествие | зелёная ✓ | зелёная ✓ | —         | —             | зелёная ✓     | —                   | —                             |
| 2018-н.в. | Простоквашино       | зелёная ✓ | —         | —         | —             | зелёная ✓     | зелёная ✓           | Бобёр / Кузен Бобра (озвучка) |
| 2021      | Бестиарий           | зелёная ✓ | —         | —         | —             | —             | —                   | —                             |